# Zdeněk Pičman
Zdeněk Pičman (Příbram, 1933. január 23. – Třebihošť, 2014. július 6.) olimpiai ezüstérmes csehszlovák válogatott cseh labdarúgó, hátvéd.

## Pályafutása

### Klubcsapatban
A Slavia Karlovy Vary korosztályos csapatában kezdte a labdarúgást. 1955-ben a Dynamo Praha, 1956 és 1968 között a Spartak Hradec Králové labdarúgója volt. Tagja volt a Spartak 1959–60-as bajnokcsapatának.

### A válogatottban
1959 és 1964 között 17 alkalommal szerepelt az olimpiai válogatottban. Tagja volt az 1964-es tokiói olimpiai játékokon ezüstérmes csapatnak. 1964-ben egy alkalommal szerepelt a csehszlovák válogatottban.

## Sikerei, díjai
Csehszlovákia
- Olimpiai játékok
  - ezüstérmes: 1964, Tokió

 Spartak Hradec Králové
- Csehszlovák bajnokság
  - bajnok: 1959–60